# 霍沃思环形山
霍沃思环形山（Haworth）是位于月球正面南极的一座大撞击坑，其名称取自英国有机化学暨生物学家沃尔特·诺曼·霍沃思爵士(1883年-1950年)，2008年10月30日被国际天文学联合会批准接受。

## 描述

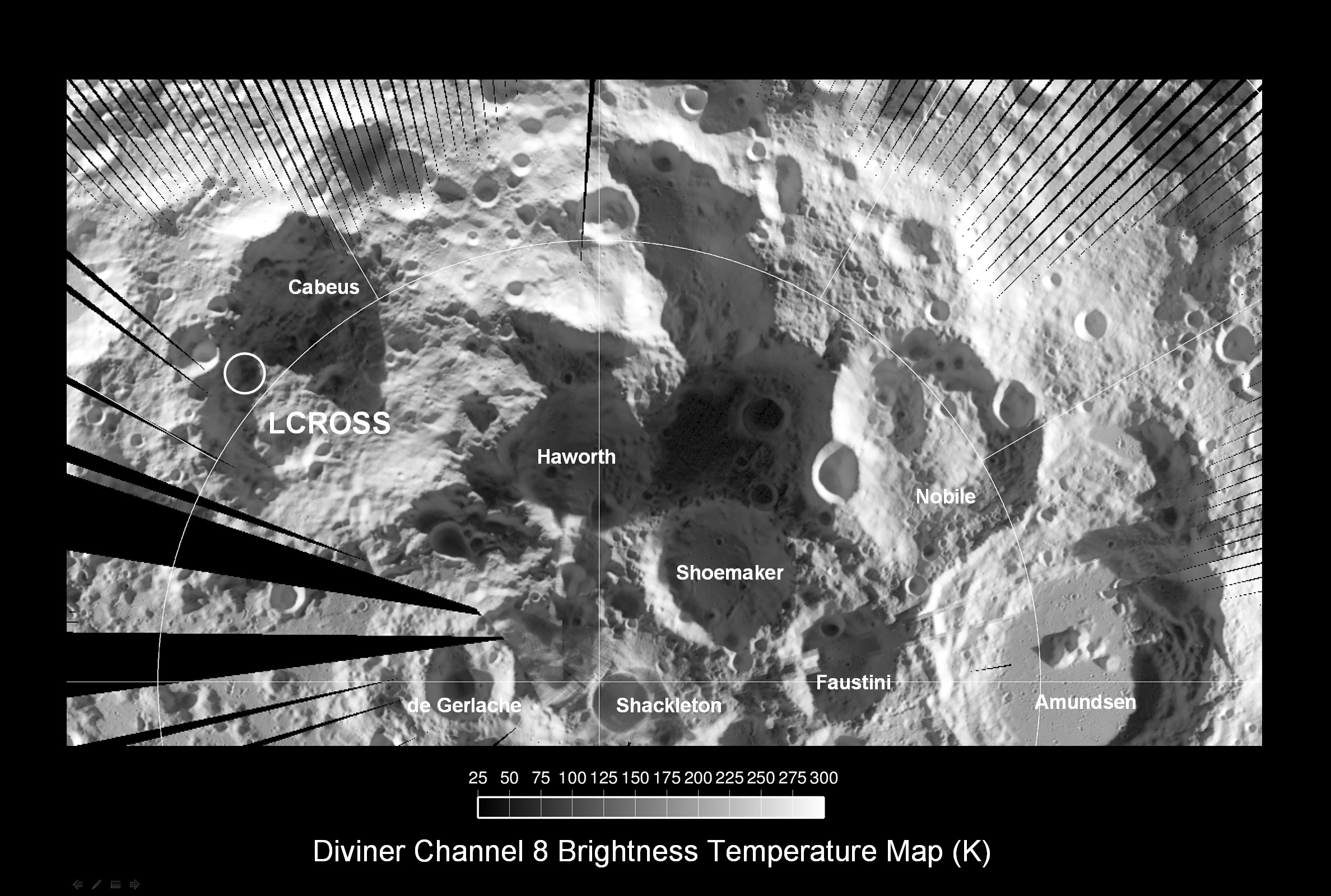
根据红外线辐射计测量数据构建的月球南极图。

该陨坑西北靠近卡比厄斯环形山、东北偏北毗邻马拉柏特环形山、舒梅克环形山位于它的东南、东侧坐落了马拉柏特环形山、而它的南面分别为德·杰拉许陨石坑和沙克尔顿陨石坑。该陨坑中心月面坐标为87°27′S 5°10′W / 87.45°S 5.17°W，直径51.4公里，深度2.4公里。
霍沃思环形山外观呈五边形状，坑壁已严重损毁。北侧坑壁连接了巍峨的马拉柏特山(非正式名为"马拉柏特阿尔法")。由于临近月球南极，它几乎永久笼罩在黑暗中，即使太空中卫星拍摄的照片也不能显示其"真容"，因此，该陨坑的地形只能通过雷达测量来确定，估计坑底温度恒定在100K左右。从地球发出的雷达波偶尔会以一个比太阳光还陡的角度抵达陨坑所在区域。

## 另请参阅
- 月球南极